# دانيلو (لاعب كرة قدم مواليد يوليو 1991)
دانيلو لويز دا سيلفا (بالبرتغالية: Danilo‏) ويُعرف اختصاراً باسم دانيلو وهو لاعب كُرَة قَدَم برازيلي في مركز الظهير الأيمن ولد في يوم 15 يوليو 1991 في بلدة بيكاس في البرازيل يلعب حاليًا لصالح نادي يوفنتوس الإيطالي، وسبق وأن لعب مع نادي بورتو ومانشستر سيتي، ريال مدريد ونادي سانتوس ونادي أمريكا ولعب أيضاً مع منتخب البرازيل لكرة القدم ويبلغ طوله 184 سم.

## روابط خارجية
- دانيلو لويز دا سيلفا على موقع الاتحاد الدولي (مؤرشف)  (الإنجليزية)
- دانيلو لويز دا سيلفا على موقع الاتحاد الأوربي (الإنجليزية)
- دانيلو لويز دا سيلفا على موقع إي إس بي إن إف سي (الإنجليزية)
- دانيلو لويز دا سيلفا على موقع قاعدة بيانات كرة القدم.إي يو (الإنجليزية)
- دانيلو لويز دا سيلفا على موقع ليكيب (الفرنسية)
- دانيلو لويز دا سيلفا على موقع ناشيونال فوتبول تيمز (الإنجليزية)
- دانيلو لويز دا سيلفا على موقع Soccerbase.com (لاعب) (الإنجليزية)
- دانيلو لويز دا سيلفا على موقع Soccerway.com (الإنجليزية)
- دانيلو لويز دا سيلفا على موقع عالم كرة القدم.نت (الإنجليزية)
- دانيلو لويز دا سيلفا على موقع أوليمبيديا (الإنجليزية)